# Ermida (Sertã)
Ermida é uma povoação portuguesa do Município da Sertã que foi sede da extinta Freguesia de Ermida, freguesia que tinha 27,98 km² de área e 218 habitantes (2011), e, por isso, uma densidade populacional de 7,8 hab/km².
A Freguesia de Ermida foi extinta e agregada à Freguesia de Figueiredo, criando-se a União das Freguesias de Ermida e Figueiredo.
O pároco da paróquia da Ermida é o Pe. Vítor Manuel Matias. O último presidente da Junta de Freguesia (eleito em 2005) foi Paulo José Martins Alves.

## População
| População da freguesia de Ermida | População da freguesia de Ermida | População da freguesia de Ermida | População da freguesia de Ermida | População da freguesia de Ermida | População da freguesia de Ermida | População da freguesia de Ermida | População da freguesia de Ermida | População da freguesia de Ermida | População da freguesia de Ermida | População da freguesia de Ermida | População da freguesia de Ermida | População da freguesia de Ermida | População da freguesia de Ermida | População da freguesia de Ermida |
| -------------------------------- | -------------------------------- | -------------------------------- | -------------------------------- | -------------------------------- | -------------------------------- | -------------------------------- | -------------------------------- | -------------------------------- | -------------------------------- | -------------------------------- | -------------------------------- | -------------------------------- | -------------------------------- | -------------------------------- |
| 1864                             | 1878                             | 1890                             | 1900                             | 1911                             | 1920                             | 1930                             | 1940                             | 1950                             | 1960                             | 1970                             | 1981                             | 1991                             | 2001                             | 2011                             |
| 493                              | 458                              | 475                              | 531                              | 504                              | 603                              | 575                              | 719                              | 773                              | 772                              | 519                              | 531                              | 478                              | 301                              | 218                              |

## Localidades
- Castanheira Cimeira
- Castanheira Fundeira
- Dona Maria
- Ermida
- Perna do Galego
- Relvas
- Sipote

## História
A Ermida terá sido um curato do grão-prior do Crato. O infante D. Pedro, que era o grão-prior em 1762, elevou a pequena aldeia a freguesia em 1793, depois de ter concedido aos habitantes o direito a terem capelão.
A primeira igreja da Ermida já existia em 1594 e era dedicada a Nossa Senhora da Esperança; veio a ser ampliada em 1827.
A igreja foi vítima de frequentes abusos principalmente nas épocas festivas. O Pe. António Lourenço Farinha, em A Sertã e o seu Concelho relata que era costume dormirem, comerem e beberem nela os romeiros. Assim, o visitador do Grão-Priorado proibiu sob pena de excomunhão e multa de cinco arrobas de cera, em 1594, que esses maus hábitos continuassem. Lourenço Farinha reconhece que "as danças, comezainas e brinquedos" dentro da igreja terminaram. Mas, em 1734 ainda se continuava a fazer um grande bodo, no dia da festa de Verão, em que os habitantes da freguesia e das paróquias limítrofes se embriagavam etilicamente.
A Ermida tinha cerca de 80 moradores em 1527, segundo o Cadastro da População do Reino, 200 em 1730 e mais de 400 em 1891. No início do século XX a freguesia teriam uns 90 fogos, a que correspondiam mais de 583 habitantes.

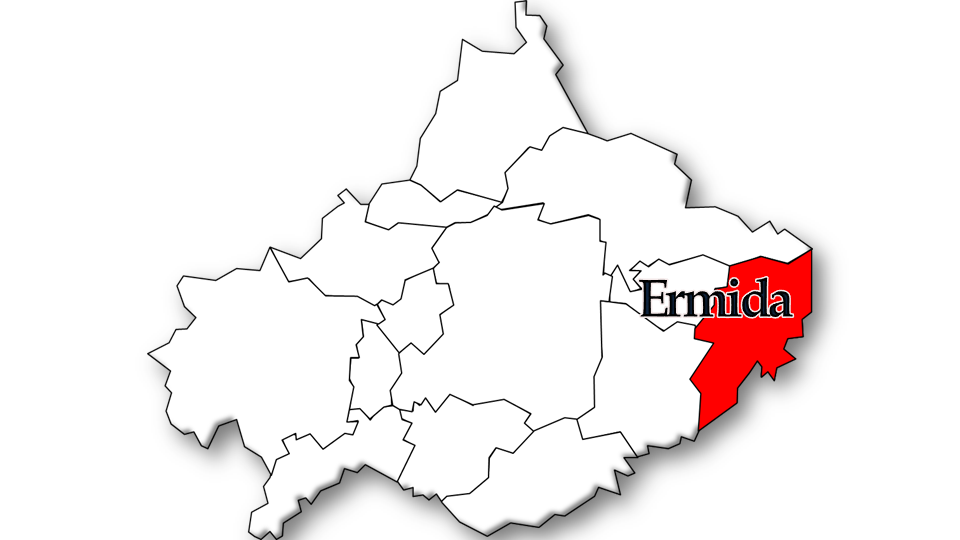
Localização no Município da Sertã

## Heráldica
Escudo de prata, monte de três cômoros de verde, firmado nos flancos e movente de um ondado de prata e azul de três tiras, o cômoro central rematado por pinheiro de negro, com agulhas de verde e sangrando de ouro para tigelas de vermelho. Coroa mural de prata de três torres. Listel branco, com a legenda a negro: “Ermida-Sertã”

## Património
- Estação de arte rupestre da Lageira
- Igreja de Nossa Senhora da Esperança (matriz)
- Capelas de S. Marcos e Nossa Senhora da Guia
- Alminhas
- Cruzeiro
- Monumento ao Cristo Rei
- Casas brasonadas
- Pontes romanas
- Gravuras rupestres
- Cabeço da Rainha
- Praia fluvial